# Бун (округ, Міссурі)
Шаблон:StateAbbr_ 38°56′54″ пн. ш. 92°20′02″ зх. д. / 38.948333333333° пн. ш. 92.333888888889° зх. д.
Округ Бун (англ. Boone County) — округ (графство) у штаті Міссурі, США. Ідентифікатор округу 29019.

## Історія
Округ утворений 1820 року.

## Демографія
За даними перепису
2000 року
загальне населення округу становило 135454 осіб, зокрема міського населення було 102480, а сільського — 32974.
Серед мешканців округу чоловіків було 65441, а жінок — 70013. В окрузі було 53094 домогосподарства, 31391 родин, які мешкали в 56678 будинках.
Середній розмір родини становив 2,97.
Віковий розподіл населення поданий у таблиці:
| Стать    | До 15 років | 15-21 | 22-29 | 30-39 | 40-49 | 50-65 | 65-85 | Понад 85 |
| -------- | ----------- | ----- | ----- | ----- | ----- | ----- | ----- | -------- |
| Чоловіки | 13178       | 10503 | 10307 | 9650  | 9011  | 8008  | 4319  | 465      |
| Жінки    | 12777       | 11959 | 10239 | 9914  | 9845  | 8424  | 5690  | 1165     |

## Суміжні округи
- Рендолф — північ
- Одрейн — північний схід
- Келлевей — схід
- Коул — південь
- Моніто — південний захід
- Купер — захід
- Говард — північний захід

## Виноски
1. ↑  U.S. Decennial Census. United States Census Bureau. Архів оригіналу за 26 квітня 2015. Процитовано 13 листопада 2014.
2. ↑  Historical Census Browser. University of Virginia Library. Архів оригіналу за 11 серпня 2012. Процитовано 13 листопада 2014.
3. ↑  Population of Counties by Decennial Census: 1900 to 1990. United States Census Bureau. Архів оригіналу за 3 грудня 2014. Процитовано 13 листопада 2014.
4. ↑  Census 2000 PHC-T-4. Ranking Tables for Counties: 1990 and 2000 (PDF). United States Census Bureau. Архів оригіналу (PDF) за 18 грудня 2014. Процитовано 13 листопада 2014.
5. ↑  State & County QuickFacts. United States Census Bureau. Архів оригіналу за 4 квітня 2016. Процитовано 16 вересня 2016. [Архівовано 2015-05-21 у Wayback Machine.](англ.) Наведено за англійською вікіпедією.
6. ↑  American FactFinder. Бюро перепису населення США. Архів оригіналу за 26 лютого 2012. Процитовано 31 січня 2008. [Архівовано 2008-05-21 у Wayback Machine.]

| США | Це незавершена стаття з географії США. Ви можете допомогти проєкту, виправивши або дописавши її. |